# Percarina
Percarina is een geslacht van straalvinnige vissen uit de familie van echte baarzen (Percidae).

## Soorten
- Percarina demidoffii Nordmann, 1840
- Percarina maeotica Kuznetsov, 1888